# Reiner Heugabel
Reiner Heugabel (Monheim am Rhein, 5 de febrero de 1963) es un deportista alemán que compitió en lucha libre. Ganó seis medallas en el Campeonato Europeo de Lucha entre los años 1986 y 1994.
Participó en tres Juegos Olímpicos de Verano, ocupando el quinto lugar en Los Ángeles 1984, el quinto lugar en Seúl 1988 y el sexto en Barcelona 1992.

## Palmarés internacional
| Representando a la RFA   |                      |                   |           |
| Campeonato Europeo       |                      |                   |           |
| Año                      | Lugar                | Medalla           | Categoría |
| 1986                     | El Pireo (Grecia)    | Medalla de plata  | 48 kg     |
| 1989                     | Ankara (Turquía)     | Medalla de bronce | 48 kg     |
| 1990                     | Poznań (Polonia)     | Medalla de bronce | 48 kg     |
| Representando a Alemania |                      |                   |           |
| Campeonato Europeo       |                      |                   |           |
| Año                      | Lugar                | Medalla           | Categoría |
| 1991                     | Stuttgart (Alemania) | Medalla de oro    | 48 kg     |
| 1992                     | Kaposvár (Hungría)   | Medalla de bronce | 48 kg     |
| 1994                     | Roma (Italia)        | Medalla de plata  | 48 kg     |